# 白花荛花
白花荛花（学名：Laplacea trichotoma）是山茶科南美大头茶属的植物，是中国的特有植物。分布于中国大陆的湖南、广东、安徽、江西、浙江等地，生长于海拔600米的地区，多生在树阴、疏林下及路旁，目前尚未由人工引种栽培。